# Zambeziänka
Zambeziänka (Vidua codringtoni) är en fågel i familjen änkor inom ordningen tättingar.

## Utbredning
Fågeln förekommer lokalt i Zambia, sydväst Tanzania, Malawi och Zimbabwe. Den behandlas som monotypisk, det vill säga att den inte delas in i några underarter.

## Status
IUCN kategoriserar arten som livskraftig.

## Namn
Fågeln är uppkallad efter Zambezifloden i södra Afrika som har sin källa i Zambia och rinner ut i Indiska oceanen i Moçambique.